# Julio Médem
Julio Médem Lafont, obecně známý jako Julio Medem, (* 21. října 1958, San Sebastián) je španělský filmový režisér a scenárista.

## Život
Narodil se v San Sebastiánu v Baskicku. Jeho otec, Julio Medem Sanjuán, je německého a valencijského původu a jeho matka, Margarita Lafont Mendizábal, je francouzského a baskického původu. Vystudoval medicínu, chirurgii, ale už jako malý si rád hrál s kamerou. Hned po medicíně začal pracovat jako filmový kritik. Mezi lety 1977–1988 natočil několik krátkých filmů.

## Tvorba
První celovečerní film Krávy (Vacas) vznikl v roce 1992. Od následujícího filmu Zrzavá veverka (La ardilla roja) k filmu Sex a Lucía (Lucía y el sexo) se postupně vytváří a stupňuje jeho specifický způsob vyprávění. Medem naprosto přirozeně a přitom magicky probírá otázky vlastní identity a existence v realitě a fikci. Velká témata jeho filmů jsou také lidské vztahy, láska, osudovost, náhoda. Snímek Baskický míč je obratem k dokumentárnímu filmu, ve kterém Medem řeší stále živý problém baskicko-španělského soužití. Film vyvolal silně negativní odezvu, a tak Medem odložil natáčení dalšího podobného dokumentu. V pořadí sedmý Medemův celovečerní film Caótica Ana režisér věnoval své sestře, která v roce 2000 zahynula při autonehodě. Ve filmu se objeví v latinském světě dobře známá zpěvačka Bebe.

## Ocenění
Medemovy filmy získaly mnohá ocenění: španělskou Goyovu cenu, ocenění na festivalu v Cannes.

## Filmografie

### Celovečerní
- 1992: Krávy (Vacas)
- 1993: Zrzavá veverka (La ardilla roja)
- 1996: Země (Tierra)
- 1998: Milenci od polárního kruhu (Los amantes del Círculo Polar)
- 2000: Sex a Lucía (Lucía y el sexo)
- 2007: Chaotická Ana (Caótica Ana)
- 2010: Pokoj v Římě (Habitación en Roma)
- 2012: 7 dní v Havaně - povídka Pokušení Cecilie (7 días en La Habana - La tentación de Cecilia)
- 2015: Ma ma
- 2018: Rodokmen krve (El árbol de la sangre)
- 2018: Kalebegiak

### Krátkometrážní
- 1977 - El jueves pasado
- 1981 - Si yo fuera poeta
- 1985 - Patas en la cabeza
- 1987 - Las seis en punta
- 1988 - Martín

### Dokumentární
- 2003 - Baskický míč (La pelota vasca, la piel contra la piedra)

## Zajímavosti
- V roce 2008 navštívil Julio Medem festival Letní filmová škola v Uherském Hradišti[1], kde představil tehdy poslední snímek Chaotická Ana a obdržel cenu Asociace českých filmových klubů[2]